# Yamaha TZ 250
La Yamaha TZ 250 è una motocicletta da competizione della casa Yamaha Motor, che ha debuttato nella classe 250 del motomondiale nel 1973.

## Evoluzione

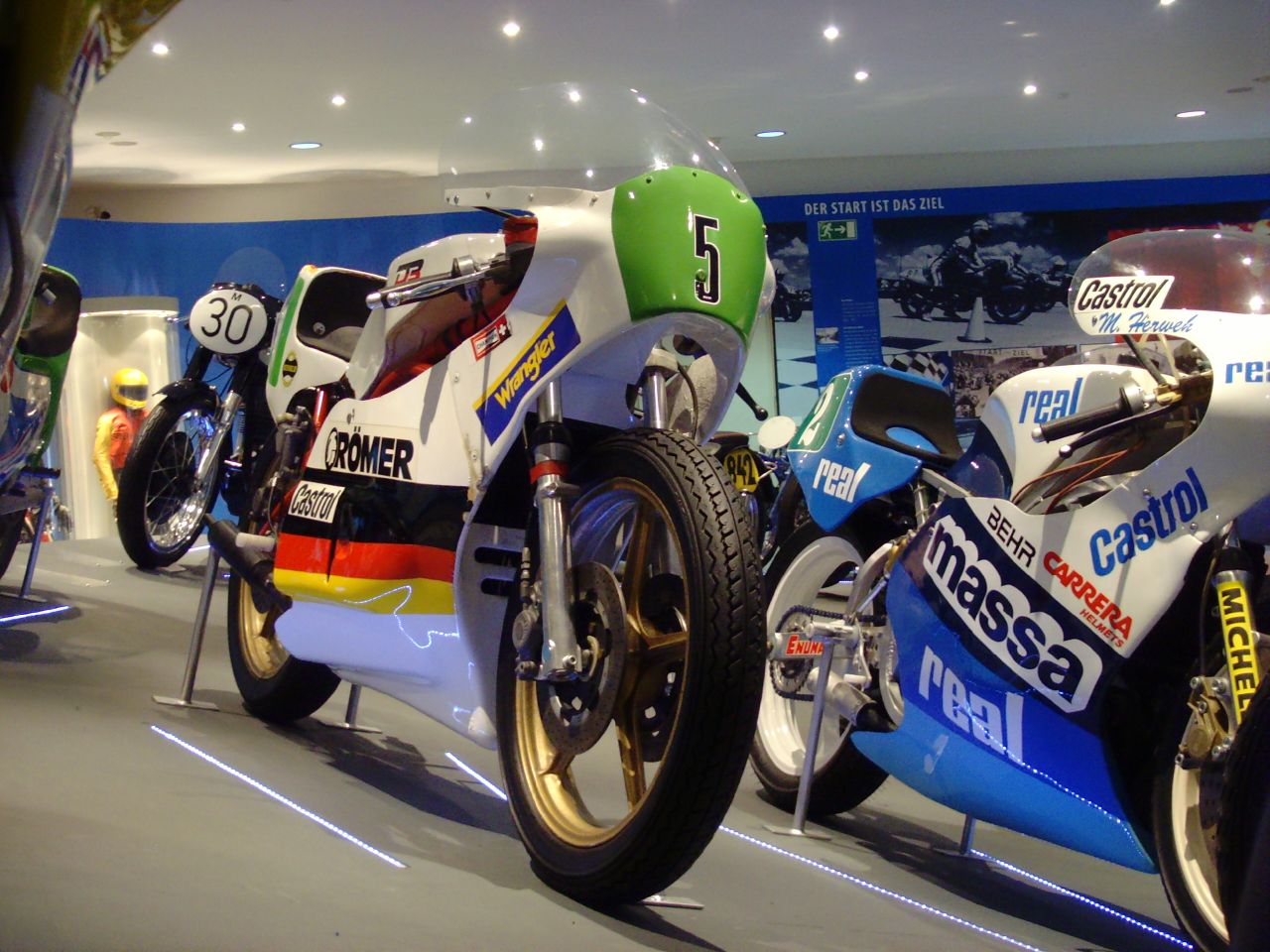
Yamaha TZ 250 del 1977

La TZ250 nasce nel 1973 come motocicletta da competizione "production racer" destinata alla vendita ai privati, sulla scia delle precedenti TD2 e TD3.
Dal 1973 fino al 1984 adotta un motore bicilindrico in linea di tipo piston port; inizialmente con alesaggio e corsa di 54x54mm e dal 1981 di 56x50.7mm. Nel 1985 viene introdotta l'immissione lamellare.
A partire dal 1991 viene introdotto un motore radicalmente diverso, trattandosi di un V2 a 90° derivato dalla YZR 250 della stagione precedente. Nello stesso anno viene sviluppato anche il modello TZ250M, preparato direttamente dalla Casa, che nel periodo 1991-1995 sostituisce la YZR250 come motocicletta ufficiale nel motomondiale.
La TZ250 viene continuamente aggiornata ed evoluta fino al 2003 e rimane in vendita fino al 2008.